# Château de Terrides (Tarn-et-Garonne)
Pour les articles homonymes, voir Château de Terride.
Le château de Terrides est un château situé à Labourgade en Tarn-et-Garonne, en région Occitanie (France). Il se trouve sur les hauteurs de la Gimone, entre Labourgade et le village voisin de Garganvillar.

## Histoire
Au cours du XIIIe siècle, la famille de Terrides obtient la seigneurie de Penneville. Dès lors, de 1320 à 1330, Raymond-Jourdain de Terride, y fait construire un château, nommé de Terrides, en honneur à la fois à son nom, ainsi qu'au premier château de la famille, le château détruit de Terrides près de Cologne. Le château est reconstruit partiellement au XVe siècle, et remanié dans un style plus confortable au XVIe siècle[réf. souhaitée]. 
Au XVIe siècle, Antoine de Lomagne, issu d'une des branches cadettes se distingue pendant les guerres d'Italie. Le roi de France, François Ier, le rencontre alors en son château de Terrides, le 20 septembre 1540, rencontre au cours de laquelle il lui offre différentes terres. Le château va ensuite être marqué par un drame qui signera la chute de la famille de Terride. En effet, lors des guerres de Religion, le quatrième frère de la famille, Géraud de Terride, rallie la cause protestante et chasse ou tue ses frères restés catholiques. Après avoir attaqué et détruit en compagnie des huguenots l'abbaye de Belleperche, il est tué lors du siège de son château par Honorat II de Savoie. La branche aînée de la famille de Terride s'éteint alors avec cette mort.
Le château est alors offert à la famille de Lévis-Mirepoix, puis en Maxilien de Béthume en 1639. Le château passe plus tard entre les mains de Jean-Denis Lanjuinais, député sous la Révolution française, puis entre celles de Jacques Alexandre Law de Lauriston, aide de camp de l'empereur Napoléon Ier. C'est finalement la famille toulousaine de Magres qui rachète le domaine et le restaure entre 1861 et 1887. De cette famille est entre autres issue l'archéologue Jane Dieulafoy.
C'est en 1987 que la demeure trouve sa destination actuelle en devenant un domaine hôtelier,.
Le château est inscrit au titre des monuments historiques depuis le 30 octobre 2019.

## Architecture
L'accès à ce château en briques se fait par un petit pont dominant des douves asséchées, donnant sur la façade principale et caractéristique du domaine, dotée de trois tours surmontant trois étages. Ces tours, toutes différentes présentent toutes des échauguettes, et celle à l'extrémité gauche est équipée d'une majestueuse tourelle d'escalier. L'étage du bas est éclairé par de fines fenêtres, semblables à des meurtrières. L'étage principal, le second, est ouvert par de larges baies à meneaux richement décorées typiques d'un remaniement à la Renaissance, et donnant parfois sur des balcons. Le dernier étage est quant à lui sous le toit en mansarde équipé de lucarnes. 
Le château en lui-même présente une forme rectangulaire ceinturant une large cour d'honneur, aujourd'hui équipée d'une piscine. Le domaine est de 92 hectares, dont une partie boisée, ainsi qu'un lac. Il possède aussi une chapelle.